# Egwin Wolf
Egwin „Ede“ Wolf (* 28. Januar 1951) ist ein ehemaliger deutscher Fußballspieler. 

## Karriere
Wolf begann das Fußballspielen in der Jugendabteilung des SV Ende. Später wechselte er zur TSG Herdecke, bevor er 1972 zu Borussia Dortmund ging. Mit der Borussia spielte er in der zweithöchsten Spielklasse Deutschlands, der Regionalliga West. Der BVB war im Vorjahr aus der Bundesliga abgestiegen und quälte sich mit finanziellen Schwierigkeiten, die Auswirkungen auf den Spielerkader hatten. Es gab keine namhaften Neuzugänge und die Gehälter der verbliebenen Spieler wurden reduziert. Änderungen im Vorstand, auf der Trainerbank, sowie die Eröffnung des Westfalenstadions führten zu einer Besserung, der finanziellen Lage, die sich rasch auch sportlich auswirkte. Wolf und Spielern, wie Horst Bertram, Helmut Nerlinger, Miroslav Votava, Hans-Werner Hartl, Peter Geyer gelang 1976, durch einen zweiten Platz, in der 1974 eingeführten 2. Bundesliga Nord, in der, der BVB seit der Gründung spielte, die Qualifikation für die Aufstiegsrunde zur Bundesliga. Wolf war an diesem Erfolg mit 28 Ligaeinsätzen und 6 Toren maßgeblich beteiligt. In den beiden folgenden Aufstiegsspielen gegen den 1. FC Nürnberg setzen sich die Dortmunder durch, Wolf markierte im Hinspiel in Nürnberg den Endstand zum 0:1. Das Rückspiel wurde vor heimischer Kulisse mit 3:2 gewonnen, Wolf stieg mit Dortmund in die Erstklassigkeit auf. Bis Ende 1978 lief Wolf für den BVB in der Bundesliga auf.
Danach war er ein halbes Jahr für den Schweizer Club FC Chiasso aktiv, bevor er seine Karriere bei Dallas Tornado in den USA ausklingen ließ. Zwischenzeitlich spielte er 1979/80 auch für Dallas Lightning.